# 楊師復
楊師復（?—?），唐朝官员，出自弘农杨氏越公房，是杨素叔祖杨宽的八世孙。
楊師復是左僕射、弘農郡公楊於陵的第四子，唐文宗、唐武宗的宰相楊嗣復的弟弟。根据楊於陵的墓志铭，太和四年（830年）十二月楊於陵去世时，楊師復还没有出仕。杨師復最后官至大理卿。唐宣宗大中年间之后，他的楊拙（字藏用）、楊振都登进士第。